# Montgomery Industrial School for Girls
 (janvier 2020).
Si vous disposez d'ouvrages ou d'articles de référence ou si vous connaissez des sites web de qualité traitant du thème abordé ici, merci de compléter l'article en donnant les références utiles à sa vérifiabilité et en les liant à la section « Notes et références ».
La Montgomery Industrial School for Girls (école industrielle de Montgomery pour les filles) était une école privée pour les filles afro-américaines créée en 1886 à Montgomery, dans le comté de Montgomery en Alabama.

## Fondation
L'école a été fondée par Alice White et H. Margaret Beard, deux réformatrices de l'éducation chrétienne blanche du Nord-Est, dont le but était de fournir une éducation ainsi qu'un sentiment de fierté à leurs élèves pendant une période de ségrégation raciale et de former des enseignants qui continueraient à inspirer les autres.

## Histoire
Certaines des femmes qui sont devenues influentes dans le mouvement des droits civiques, dont Rosa Parks, ont fréquenté l'école industrielle Montgomery pour filles,.
White et Beard étaient membres de l'American Missionary Association (AMA), une organisation composée principalement de missionnaires congrégationalistes qui dirigeaient des écoles pour enfants noirs dans le Sud. Avant de venir à Montgomery, White et Beard ont travaillé pour les écoles AMA de Macon et de Quitman, en Géorgie. Certains habitants de Quitman se sont opposés à la politique implicite d'égalité raciale de l'école et ont ouvertement harcelé les enseignants et les élèves. L'école de Quitman a brûlé en 1885 dans ce qui semblait être un incendie criminel. La ville a officiellement dénoncé cet acte et a demandé à l'AMA de créer une autre école, ce qu'elle a fait dans une ville voisine.